# 离经叛道
《离经叛道》（英語：Unorthodox）是一部美国和德国合拍的剧情剧，于2020年3月26日在Netflix首播。这是Netflix第一部主要用意第绪语拍摄的剧集，根据德博拉·费尔德曼2012年的自传《离经叛道：丑态百出的拒绝我的哈西迪根源》改编。

## 情节
Esty，一个19岁的犹太妇女，住在纽约布鲁克林区威廉斯堡，在哈雷迪猶太教的包办婚姻中生活得很不幸福。 她设法逃往柏林，到她那个疏远的母亲那里，并试图过着世俗的生活，发现社区之外的生活，拒绝她过往的信仰。她的丈夫得知她怀孕后，在拉比的命令下，和他的表亲一起前往柏林，试图找到她。

## 演员
- 希拉·哈斯 - Esther "Esty" Shapiro
- 阿米特·拉哈夫 - Yakov "Yanky" Shapiro
- 耶夫·威尔布什（英语：Jeff Wilbusch） - Moishe Lefkovitch
- 阿里克斯·瑞德（英语：Alex Reid (actress)） - Leah Mandelbaum
- 罗内特·阿什里（英语：Ronit Asheri） - Malka Schwartz
- 格拉·桑德勒 - Mordechai Schwartz
- 迪娜·多隆（英语：Dina Doron） - Esty's grandmother ("Bubbe")
- 艾伦·阿尔塔拉斯（英语：Aaron Altaras） - Robert
- 塔玛·阿米特·约瑟夫 - Yael Roubeni
- Aziz Dyab - Salim
- 戴维·曼德尔鲍姆 - Zeidy
- 迪莉娅·梅尔 - Miriam Shapiro
- 菲利克斯·迈尔 - Mike
- 伊莱·罗森 - Rabbi Yossele
- Safinaz Sattar - Dasia
- 兰斯顿·伊贝尔 - Axmed
- 伊莎贝尔·俦斯尼克 - Nina Decker
- Laura Beckner - Vivian Dropkin
- 哈维·弗里德曼（英语：Harvey Friedman (actor)） - Symcha Shapiro
- 莱恩·库德里亚维斯基 - Igor
- 约塞夫·斯威德（英语：Yousef Sweid） - Karim Nuri

## 剧集
| 集數 | 標題   | 導演          | 編劇                        | 上線日期      |
| ---- | ------ | ------------- | --------------------------- | ------------- |
| 1    | Part 1 | 玛丽亚·施拉德 | 安娜·温格                   | 2020年3月26日 |
| 2    | Part 2 | 玛丽亚·施拉德 | 阿历萨·卡罗林斯基 安娜·温格 | 2020年3月26日 |
| 3    | Part 3 | 玛丽亚·施拉德 | 安娜·温格 阿历萨·卡罗林斯基 | 2020年3月26日 |
| 4    | Part 4 | 玛丽亚·施拉德 | 阿历萨·卡罗林斯基 安娜·温格 | 2020年3月26日 |

## 回应

### 专业评价
本劇獲得電視影評家极高的評價。於爛番茄整合的評論中，獲得95%的新鮮度、平均得分8.09/10（41名評論家），評論家共識：「《离经叛道》非常小心地改编了它的原始素材，制作了一个既亲切又紧迫的剧集，这一切都围绕着希拉·哈斯迷人的表演。」。於Metacritic整合的評論中，獲得了85分（滿分100；11名評論家），屬于普遍好评。

### 荣誉
| 年度 | 獎項           | 類別                                 | 入圍者              | 結果 | 來源  |
| ---- | -------------- | ------------------------------------ | ------------------- | ---- | ----- |
| 2020 | 黃金時段艾美獎 | 最佳有限劇集                         | 《离经叛道》        | 提名 | [ 6 ] |
| 2020 | 黃金時段艾美獎 | 最佳有限劇集或電視電影女主角         | 希拉·哈斯           | 提名 | [ 6 ] |
| 2020 | 黃金時段艾美獎 | 最佳有限劇集、電視電影或戲劇特輯導演 | 玛丽亚·施拉德       | 獲獎 | [ 6 ] |
| 2020 | 黃金時段艾美獎 | 最佳有限劇集、電視電影或戲劇特輯編劇 | 安娜·温格（第一集） | 提名 | [ 6 ] |